# Julius Leber
Julius Leber (16 de novembro de 1891 ౼ 5 de janeiro de 1945) foi um político alemão e membro da resistência contra o regime nazista.

## Biografia

### Primeiros anos
Leber nasceu em Biesheim, Alsácia, tendo como mãe solteira Katharina Schubetzer, e mais tarde adotado por seu marido maçom Jean Leber. Leber concluiu seus dias de escola em Breisach em 1908 com uma Mittlere Reife (qualificação média) para o colégio, tendo treinamento como vendedor em uma fábrica de papéis de parede em Breisach. A partir de 1910, fez parte de uma Oberrealschule (escola técnica de ensino médio) e também escreveu artigos de jornal. Para financiar seus estudos, trabalhou como tutor.

### Educação
Após prestar o Abitur (exame de conclusão do ensino médio) em 1913, Leber estudou economia nacional e história em Estrasburgo (naquela época Straßburg, pertencente à Alemanha) e na Universidade de Freiburg. Naquele mesmo ano, filiou-se ao Partido Social Democrata Alemão (Sozialdemokratische Partei Deutschlands; SPD). Em 1914, com a declaração da Primeira Guerra Mundial, Leber engajou-se voluntariamente no serviço militar.
Como soldado, Leber feriu-se gravemente duas vezes, foi promovido a tenente, e após a guerra serviu ao Reichswehr (exército regular) nas tropas postadas nas fronteiras orientais da Alemanha. Na tentativa de golpe militar contra o regime democrático da República de Weimar, o assim chamado "Kapp Putsch", em 1920, tomou partido, com sua unidade, da República de Weimar. Mais tarde, desligou-se do Reichswehr em protesto, pelo fato de que alguns de seus líderes estavam por trás do putsch.
Após deixar o Reichswehr, Leber retomou seus estudos e graduou-se como doutor na Universidade de Freiburg.

## Carreira
Em 1921, Leber tornou-se editor-em-chefe do jornal social-democrata, o "Lübecker Volksbote", para o qual o então estudante Willy Brandt também escreveu no começo da década de 1930; e de 1921 a 1933 foi também membro do conselho municipal de Lübeck. Como membro do Reichstag a partir de 1924, sua principal preocupação foi com as políticas de defesa do território alemão.
Após Adolf Hitler ascender ao poder em 1933, houve um atentado contra a vida de Leber, o qual não foi exitoso. Contudo, em um curto espaço de tempo, foi preso duas vezes, sendo que de 1933 até 1937, Leber esteve encarcerado no campo de concentração de Sachsenhausen, pois foi declarado um "perigoso oponente do Regime". Após sua soltura, ele trabalhou como comerciante de carvão em Berlin-Schöneberg; e esta atividade funcionou como uma camuflagem a seu importante papel na resistência ao regime nazista, tendo sido apoiado, entre outros, por Gustav Dahrendorf (pai de Ralf Dahrendorf), Ernst von Harnack e Ludwig Schwamb.
Em 1940, Leber procurou fazer contato com as resistências armadas e conheceu Claus von Stauffenberg. Ao mesmo tempo, ele esteve em contato com Carl Friedrich Goerdeler e o Círculo de Kreisau liderado por Helmuth James Graf von Moltke. O círculo liderado por Stauffenberg pretendia que Leber fosse o novo Ministro do interior da Alemanha após o golpe de Estado planejado por eles.
No entanto, Leber foi traído por um informante de um pequeno grupo comunista liderado por Anton Saefkow, com o qual buscou contato para a resistência, e preso pela Gestapo em 5 de julho de 1944, quinze dias antes do Atentado de 20 de julho cometido pelo círculo de Stauffenburg contra Hitler na "Toca do Lobo", na antiga Prússia Oriental. Em 20 de outubro, Leber foi formalmente acusado em um julgamento de cartas marcadas perante o Volksgerichtshof ("Tribunal do Povo"), juntamente com Adolf Reichwein, Hermann Maass e Gustav Dahrendorf. Neste julgamento, Leber foi condenado à morte. A sentença foi executada em 5 de janeiro de 1945 na Prisão de Plötzensee em Berlim.
Em sua homenagem, há diversas pontes e ruas alemãs que carregam seu nome, além de um dos principais quartéis do exército alemão (Julius-Leber-Kaserne).

## Fonte
- Dorothea Beck, Julius Leber. Sozialdemokrat zwischen Reform und Widerstand, München (Siedler) 1983.